# Наджибабад
Наджибабад (перс. نجيب اباد‎) — деревня (перс. руста) на северо-западе Ирана. В административном отношении расположена в бахше Котур шахрестана Хой остана Западный Азербайджан. Находится недалеко от границы с Турцией, на высоте 2405 м над уровнем моря.
Происхождение названия деревни связано с мусульманским именем Наджиб. Население Наджибабада по данным переписи 2006 года составляет 133 человека, которые проживают в 23 семьях.